# Дикая (фильм, 2022)
«Дикая» — российская приключенческая драма 2022 года, снятая режиссёром Владимиром Коттом.

## Сюжет
Начинающая модель Алёна мечтает покорить Москву. Однажды на вечеринке она знакомится с Егором, успешным бизнесменом, который предлагает полететь на его самолёте в Ниццу. Однако вместо курорта премиум-класса они по ошибке оказываются в Якутске. Вскоре Егор трагически погибает, и девушка остаётся одна посреди враждебной и незнакомой ей природы. Проблемы Алёны всерьёз усугубляются, когда она сталкивается с группой бандитов, ликвидировавших Егора и намеренных избавиться также от Алёны, как от ненужного свидетеля. Единственным её шансом на спасение неожиданно оказывается жена Егора, представительница местного населения, которая не так проста, как может показаться на первый взгляд.

## В ролях
- Таисия Вилкова — Алёна
- Алексей Кравченко — Егор
- Ильяна Павлова — Уйгулана
- Игорь Савочкин — Олег
- Амаду Мамадаков — Бэргэн
- Тимур Ефременков — Понтюха
- Дмитрий Красилов — Игнат
- Ян Ильвес — Ваня, бойфренд Алёны
- Сергей Двойников — Шугай
- Ирина Безряднова — Лика

## Восприятие
Илона Егиазарова («Вокруг ТВ») крайне негативно оценила фильм Котта. По её мнению, «Таисия Вилкова отважно обнажается в „Дикой“, ползает, падает, получает ссадины, Ильяна Павлова смотрится членом команды „Форта Боярд“ — такая она ловкая и жилистая, но всё это и даже совместное сумасшедшее пение с танцами двух героинь не может избавить от ощущения вторичности и несоответствия уровню предыдущих работ Владимира Котта: нет в „Дикой“ ни тонкой иронии, ни сарказма, ни светлой печали».
По мнению критика журнала «7 дней» Ивана Афанасьева, фильм будто делится на две части: сначала перед нами глупая и банальная комедия, позднее перерастающая в яркую драму с элементами триллера. Автор Film.ru Максим Ершов оценил фильм на 6 баллов из 10.